# Cultivo de cannabis

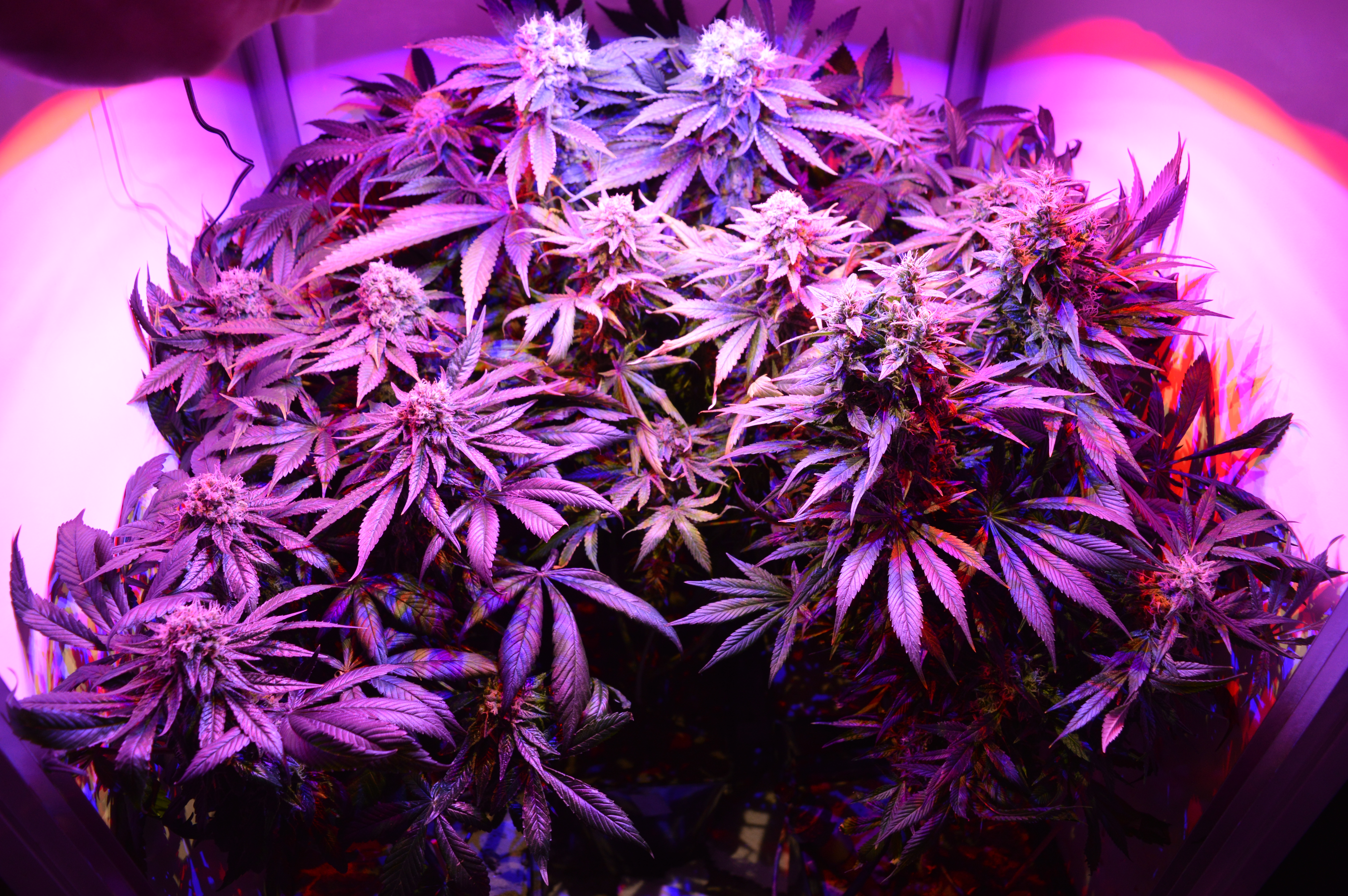
Cultivo de interior. Se usan LED de color violetas, como el espectro Vital, porque la planta no aprovecha tanto la luz verde pero sí la luz azul y roja (RGB).

El cultivo del cáñamo o cannabicultura con fines tanto lúdicos como medicinales es una práctica extendida en muchas partes del mundo, tanto para su comercialización o contrabando como para diversas formas de autoconsumo. En algunas zonas como México, Colombia, Holanda el cultivo a pequeña escala es parcialmente legal, mientras que en otras lugares las penas son duras. En mayo de 2014 Uruguay se convirtió en el primer país en legalizar y regular la producción, distribución y el consumo de cannabis. Se busca el cultivo que potencie la concentración final de THC, uno de los principales elementos psicoactivos de la planta. 

## Fases de desarrollo
Las fases de proceso del cultivo de marihuana van desde la preparación de un ambiente para las plantas hasta su posterior secado y curado para la degustación, pasando por todas las etapas de crecimiento y floración. Los cuidados que le demos a nuestra planta desde el primer momento y a lo largo de todo el proceso de cultivo harán que las plantas alcancen su rendimiento y cualidades óptimas.

### Germinación
Se entiende por germinación al paso por el que la semilla se convierte en plántula. La semilla germinará en un periodo de dos a siete días si se encuentra en unas condiciones de entre 21 °C y 32 °C de temperatura, en ausencia de luz y con suficiente humedad.  Tras la germinación, se trasladan a tiestos individuales.
Cuando se trata de cultivos de interior, un método muy utilizado y eficaz para germinar semillas de marihuana es utilizar un papel húmedo, sobre un plato también húmedo. Extender las semillas sobre el papel y cubrir con otra capa de papel y otro plato para mejorar la condensación. Se vigilan las semillas cada pocas horas y, si se ve que se está secando, se vuelven a rociar los papeles para mantener las condiciones idóneas. La temperatura del agua ideal está entre los 20 y 25 °C.

### Fase de plántula
La semilla se convierte en plántula cuando han aparecido las primeras hojas verdaderas. Este estado de crecimiento dura entre  tres y cinco semanas y durante el mismo, las raíces crecen y se extienden por la tierra, mientras que el crecimiento sobre el nivel del suelo es lento. En este punto de crecimiento, el calor y el agua son de vital importancia. El nuevo y frágil sistema de raíces es muy pequeño y requiere de un suministro también escaso pero constante de agua y calor. Demasiada agua puede provocar la asfixia de las raíces. 
El estado de plántula finaliza cuando se inicia el rápido crecimiento del follaje. Este desarrollo rápido por encima del nivel del suelo es el principio de crecimiento vegetativo. Las plantas necesitan más espacio para crecer y suelen trasplantarse a un contenedor de mayores dimensiones.

### Fase de crecimiento vegetativo

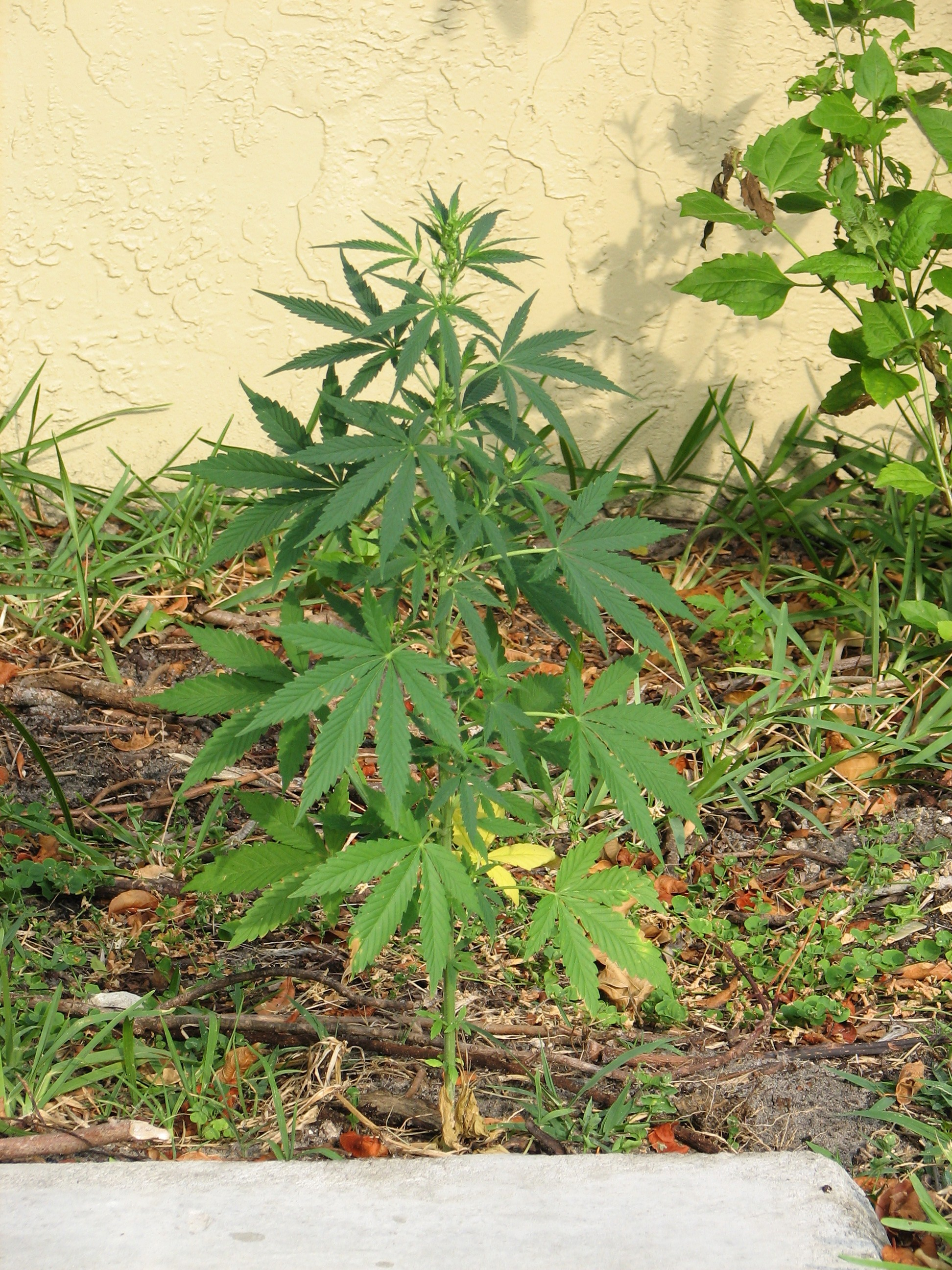
Una joven planta masculina

Una vez que se ha creado un sistema de raíces fuerte, el crecimiento del follaje aumenta con rapidez, las plántulas entran en el estado de crecimiento vegetativo. Cuando la producción de clorofila va a toda velocidad, una planta producirá tanto follaje verde como permitan la luz, el CO2, los nutrientes y el agua. Con cuidados adecuados, la marihuana puede crecer entre tres y seis centímetros al día. Una planta a la que se impide el desarrollo puede tardar semanas en iniciar su crecimiento normal. Un sistema de raíces fuerte y sin limitaciones es fundamental para proporcionar el agua y los nutrientes a la planta. Un crecimiento vegetativo sin impedimentos es la clave para una buena cosecha. Durante este crecimiento, el consumo de agua y nutrientes de la planta cambia. La transpiración se produce a un ritmo más elevado, por lo que se precisa más agua. Se precisan niveles altos de nitrógeno; el consumo de potasio, fósforo, calcio, magnesio, azufre y oligoelementos crece a un ritmo más rápido. Cuanto más grande es la planta y mayor es su sistema de raíces, más se seca la tierra. Las ramas laterales fuertes, que después alojarán los cogollos de las flores, se desarrollan.

### Fase de prefloración
La fase previa a la floración comprende desde el momento en que se cambia el fotoperiodo de la planta de 18 horas de luz (crecimiento) a 12 horas de luz (floración). La planta en ese cambio de luz tarda unos días en reconocer su fotoperiodo, y a ese pequeño periodo de tiempo se le llama «fase de prefloración». Dependiendo de la especie (Cannabis indica o Cannabis sativa) reconocerá antes o después ese fotoperiodo para ponerse a florecer.

### Fase de floración y reproducción
Para completar su ciclo anual, el cáñamo tiene que florecer. La marihuana es una planta dioica, es decir, con machos (productores de polen) y hembras (productoras de óvulos). En ocasiones pueden aparecer plantas monoicas - comúnmente llamadas hermafroditas - con flores macho y hembra en un mismo ejemplar. Este hecho puede deberse a motivos tanto genéticos como ambientales.[cita requerida]
Cuando la flor femenina es polinizada, uno de los numerosos y pequeños granos de polen del estambre de la flor macho aterriza en el pistilo de la flor hembra. Las puntas de las flores femeninas son una masa de cálices, y cada uno de ellos contiene un óvulo y un grupo de pistilos. La fertilización se consuma cuando el grano de polen masculino se desliza por el pistilo y se une al óvulo femenino en profundidad del cáliz. Una vez que se ha producido la fecundación, los pistilos se vuelven marrones y se forma una semilla. Una vez fertilizadas, las hembras dedican toda su energía a la producción de semillas fuertes y viables. Cuando las flores están llenas de semillas maduras, la hembra muere, al haber completado su ciclo vital. El macho completa el suyo y muere cuando ha dispersado todo el polen en busca de hembras que fecundar.
En la naturaleza, el cáñamo florece en otoño cuando los días se acortan y las noches se alargan. Las pautas químicas y de crecimiento cambian. Los tallos se alargan, las hojas nacen cada vez con menos dedos y la producción de cannabinoides se reduce al principio para luego aumentar. La producción de clorofila se reduce en favor de la absorción de fósforo que ayuda en la formación de flores. El tiempo de floración depende de la raza (índica o sátiva).
En los cultivos de interior, la floración se induce pasando de un fotoperiodo de dieciocho horas de luz, a uno de doce horas de luz. Durante el estadio de floración la absorción de agua es un poco menor. Un riego adecuado durante la floración aumenta la química interna de la planta y la producción de resina. Por el contrario, racionar el riego para estresar a una planta atrofia el crecimiento y reduce la cosecha. Asimismo, retirar las hojas grandes para que llegue más luz a los cogollos pequeños o para estresar a la planta, es contraproducente, ya que las hojas grandes son necesarias para la salud de la planta. Solo deben cortarse las que están muertas o casi muertas (más de un 50% dañadas).

#### Machos

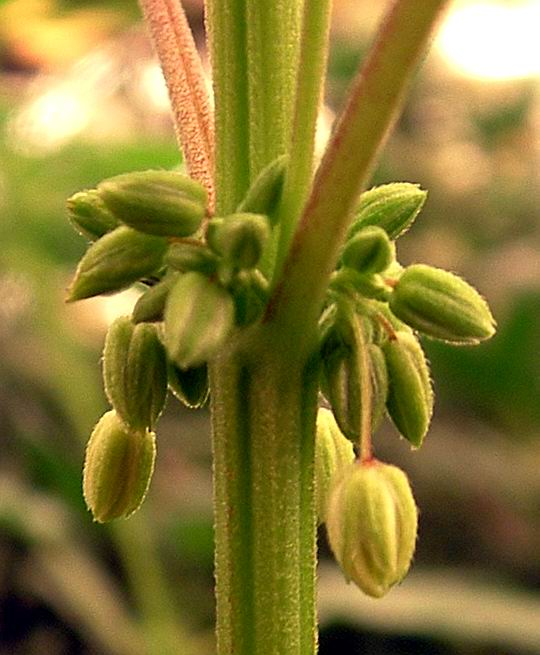
Flores masculinas

Cuando la planta alcance un palmo de altitud aproximadamente, depende mucho, podremos observar en las intersecciones del tallo principal con las ramificaciones dos «estigmas» de color verde que habrán salido hace tiempo, pues entre el tallo y cada estigma es donde aparecerá el primer indicio del sexo de la planta. Si aparecen unas cuantas bolitas, que irán creciendo y agrupándose en racimos como si de una vid se tratara, entonces nuestra planta será un macho.
Al principio es posible confundirse fácilmente si la flor es muy pequeña. Además, donde es posible distinguir primero el sexo es en la parte más alta de la planta, que es donde esta va desarrollándose más y en donde salen los primeros indicios. El inconveniente está en que en esa zona todo es muy pequeño y está muy apretujado, de modo que es difícil apreciarlo con claridad. Será necesario entonces esperar a que la planta crezca un poco más.
Cuando se pasa a floración, las plantas machos comienzan a desarrollar bolas de polen en todas las ramas de la planta. Entonces es muy fácil reconocerlos. Cuando las bolsas de polen están maduras, comenzarán a desprender el polen. Un macho puede fecundar a muchas hembras que estén alejadas cientos de metros (todo depende de las condiciones ambientales). Los machos, al contrario que las hembras, producen muy poco THC, por lo que los cultivadores de autoconsumo suelen deshacerse de las plantas macho en cuanto se distingue su sexo.

#### Hembras
Para detectar una hembra, tampoco será necesario esperar hasta que la planta tenga cogollos. Antes de que la planta comience a fabricar los cogollos, la planta da una señal al mostrar su sexo. Cuando la planta alcance un palmo de altitud aproximadamente, depende mucho, podrán observarse, en las intersecciones del tallo principal con las ramificaciones, dos «estigmas» de color verde que habrán salido hace tiempo, pues entre el tallo y cada estigma es donde aparecerá el primer indicio del sexo de la planta. Si en esa zona aparecen dos pelillos de color blanco o incluso rojo, que salen de una bolsita alargada verde nuestra planta será con total seguridad una hembra. A partir de allí y más adelante saldrán los cogollos, que serán acumulaciones de estos pelillos con sus bolsas recubiertas de tricomas también llamadas resina.
Si una planta hembra es fecundada por un macho, desarrollará semillas en el interior de sus cogollos, y se reducirá la producción de THC, si nunca es fecundada aumentará la producción de THC.

#### Sin semilla
Sin semilla es la planta hembra que no ha sido polinizada por el macho, pues al cultivar de manera exclusiva sin presencia de los machos, las hembras crecen más grandes y con más THC, dado que al brotar hormonas crean mayor cantidad de THC, para que los machos la encuentren; es por eso que crece más y con más concentración de THC; buscando al macho crecerá más, pues necesita crecer para buscarlo. Algunas suelen tener semillas.

## Cultivos de exterior

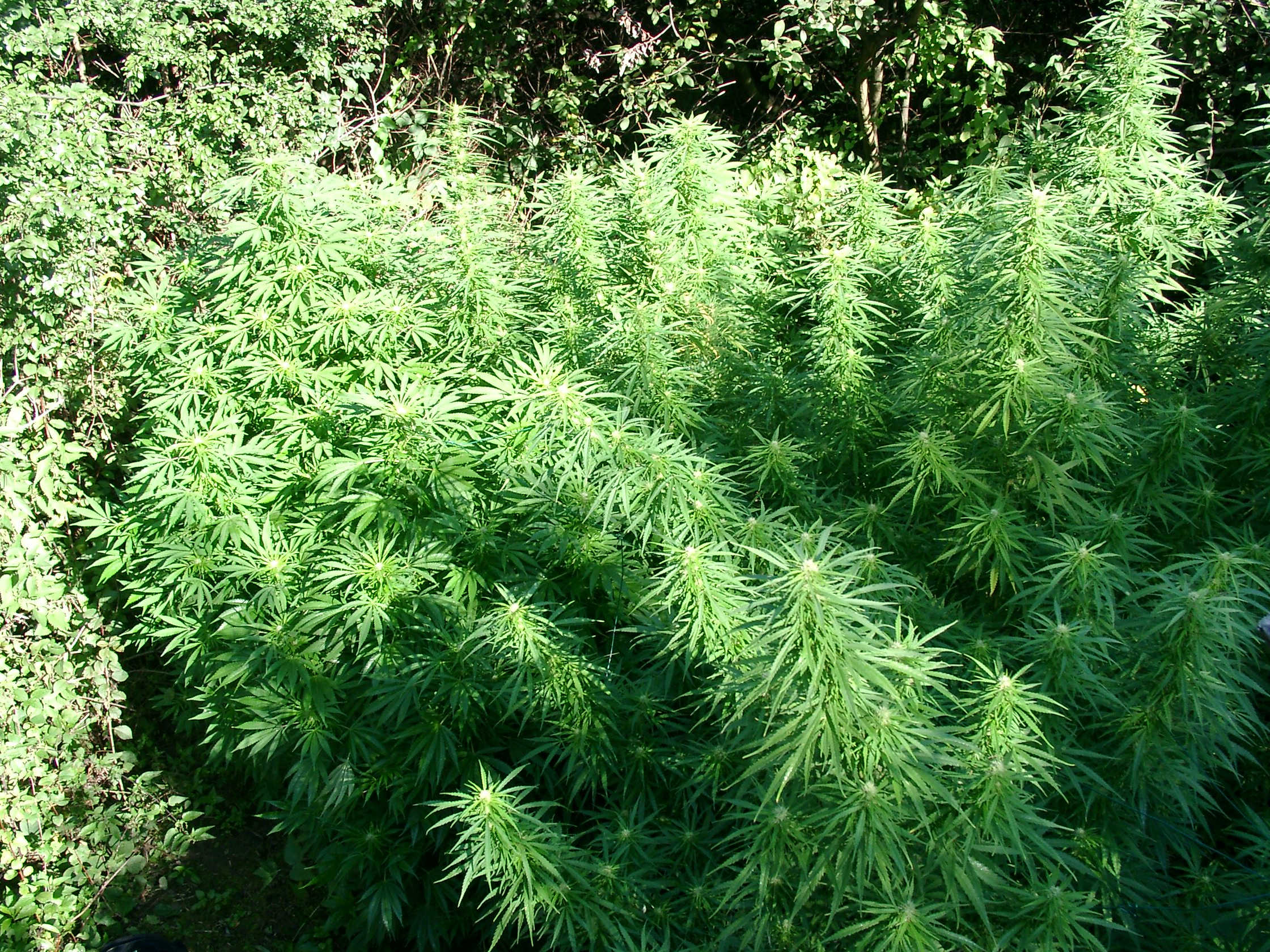
Plantación de cannabis en exterior

También denominado outdoor por su traducción al inglés, o «cultivo de guerrilla» en zonas donde el cultivo es ilegal.
El cultivo en exterior se inicia en la estación en la que se dan las condiciones de fotoperíodo y temperaturas favorables al desarrollo de la planta, que necesita temperaturas altas para desarrollarse y detiene su desarrollo en cuanto las horas de luz empiezan a disminuir. En climas con inviernos largos se suele acelerar el crecimiento utilizando semilleros, llevando las plantas al exterior cuando ya ha pasado el riesgo de temperaturas frías que las perjudicarían o detendrían su desarrollo.
Aunque las plantas pueden alcanzar mayor desarrollo, y las enfermedades criptogámicas son menos frecuentes que en cultivo interior, hay varios inconvenientes a este cultivo. Además de los derivados de las consecuencias legales si es descubierto, puede ser afectado por plagas, como insectos y ácaros, que son más difíciles de detectar y controlar. Está sometido a los azares del clima, y necesita contar con riego de apoyo si la lluvia no es suficiente. También puede ser destruido por los animales, salvajes o domésticos, y ser objeto de robos.

## Cultivos de interior

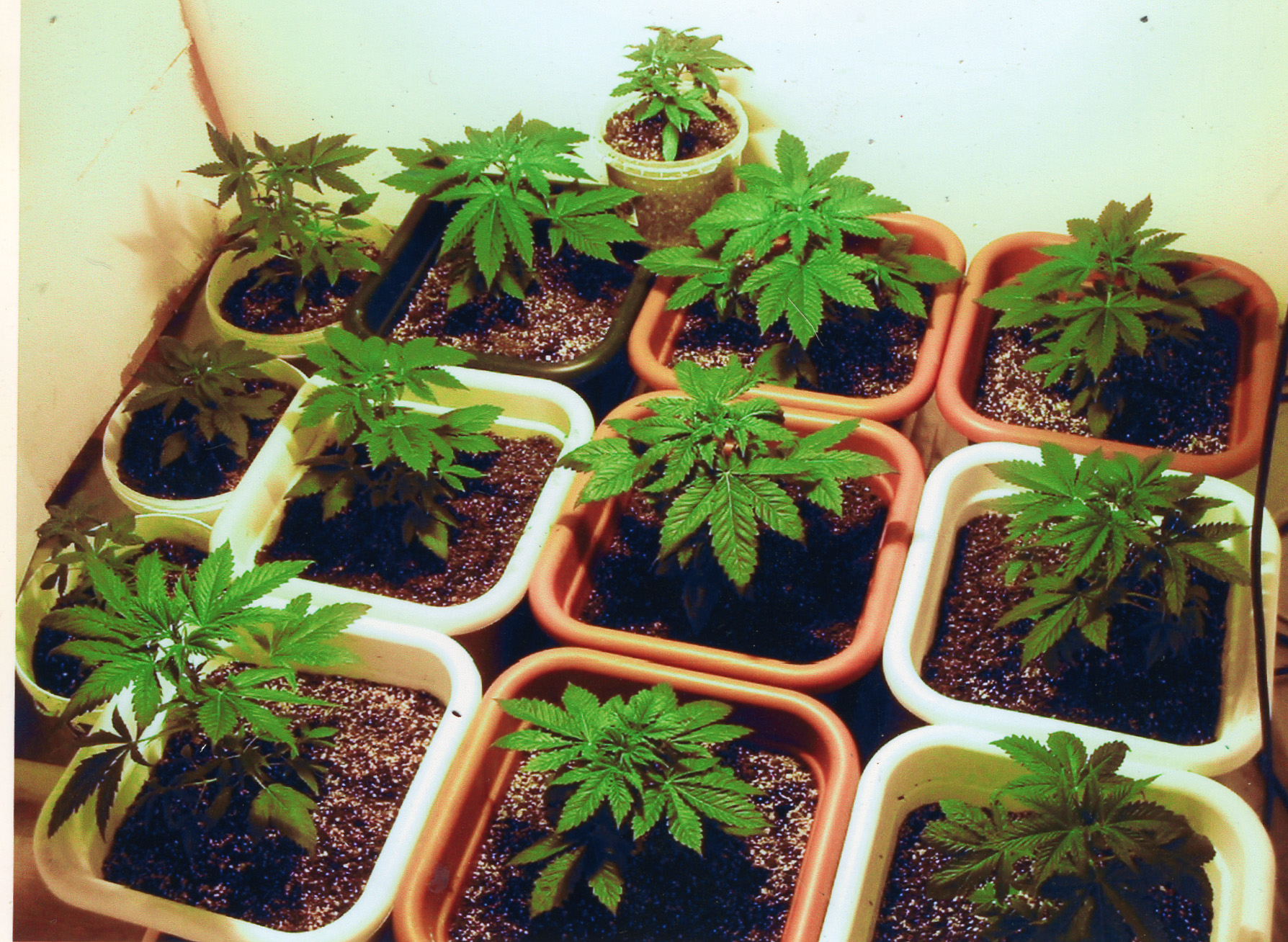
Plantación de cannabis en interior

También denominados indoor por su traducción al inglés (de interior). La gran diferencia con los cultivos de exterior, es que en interior se tienen las plantas en un entorno controlado, tal y como se tratase de un laboratorio. Por eso, son muchos los factores que hay que controlar para obtener un desarrollo óptimo de la planta. La gran ventaja que tiene este método, es que como la planta tiene unas condiciones controladas durante su desarrollo, se pueden obtener cosechas más abundantes en menor tiempo. Estos cultivos requieren de un gasto energético mucho mayor frente a los cultivos de exterior porque se les suministra de manera artificial los principales elementos necesarios para el desarrollo de las plantas: la luz, el agua, los nutrientes y el aire.

### Luz

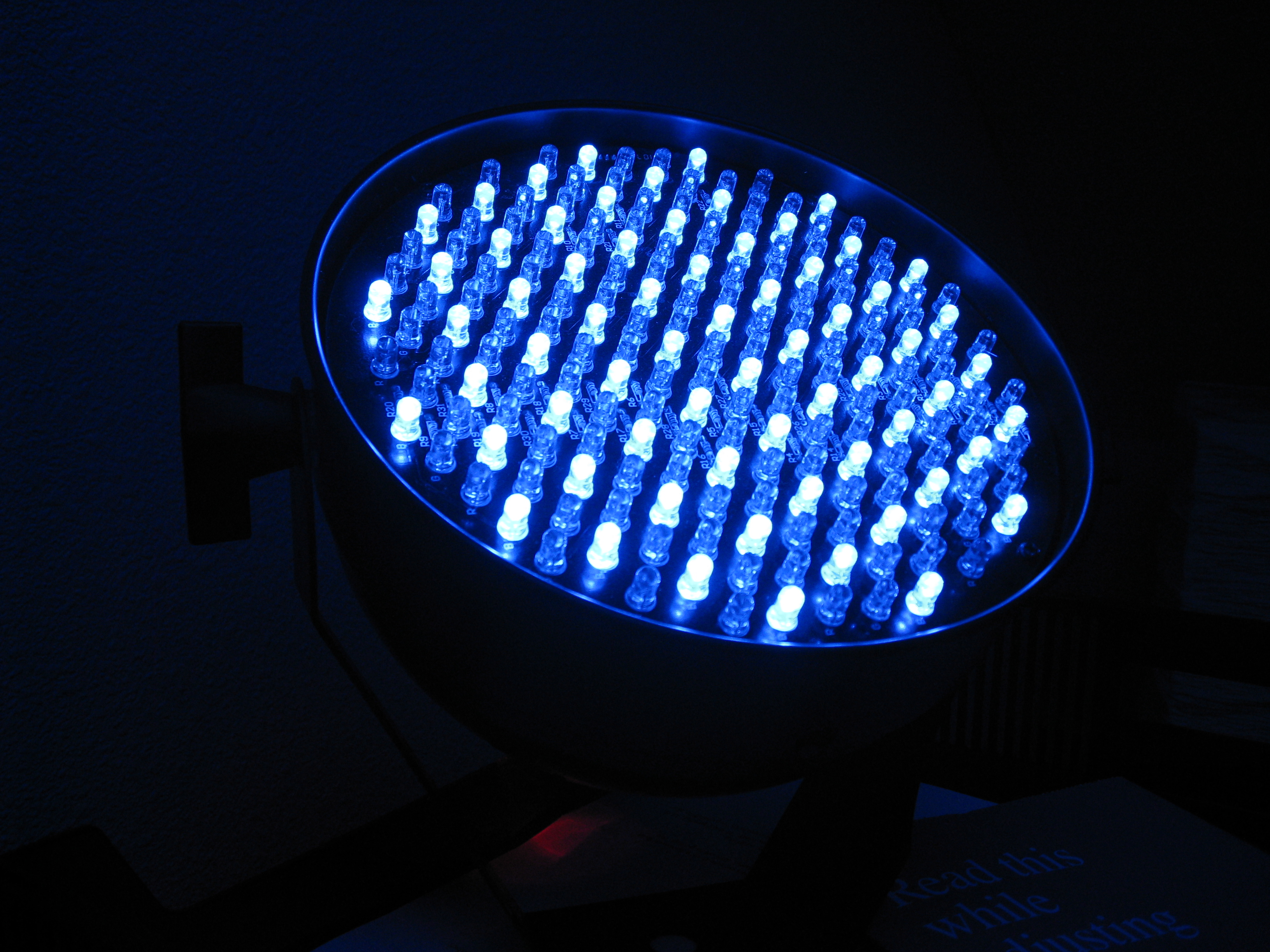
En la imagen se muestra una lámpara compuesta por numerosos led, que dependiendo del espectro de emisión de longitud de onda, se puede usar en unas fases u otras del cultivo del cáñamo.

Cuando una planta se cultiva en interior son muchos los factores que hay que controlar, pero el más importante es la luz. La intensidad, calidad y duración de la luz que la planta perciba, será lo que determine el correcto crecimiento y floración de la planta. Se entiende por tanto que al no haber luz proveniente del exterior habrá que emular las diferentes estaciones climatológicas. Gracias a que es la mano del hombre quien controla la luz, se pueden obtener varias cosechas en una misma temporada. Así pues hay diferentes estudios sobre la cantidad de luz que deben recibir la planta:
- Brotes: 4000 lux de 20 a 24 horas de luz.
- Plántulas: 4000 lux de 15 a 24 horas de luz.
- Crecimiento: 20000 lux durante 16 horas de luz.
- Floración: 90000 lux durante 12 horas de luz.[7]

Aunque de manera muy habitual se suelen seguir estos ciclos de luz:
- Durante el crecimiento, 18 horas de luz, 6 de oscuridad.
- Durante la floración, 12 horas de luz, 12 horas de oscuridad.

Lo que siempre se recomienda es ir rotando y cambiando de lugar las plantas para que todas reciban a lo largo de su vida la misma cantidad de luz.
Durante los periodos de oscuridad la planta no debe recibir nada de luz, por lo que un truco para observarlas sin que sus ciclos se vean afectados es alumbrarlas con luz verde, ya que este tipo de planta no detecta esta longitud de onda.
Durante muchos años se han utilizado los fluorescentes para el crecimiento de plantas sin sol. Después se utilizaron lámparas de vapor de mercurio, aunque sin grandes mejoras. Desde la aparición de las lámparas de alta presión: las de lámparas de vapor de sodio y las lámparas de haluros metálicos, que suelen utilizarse en el alumbrado público (autopistas, parques, estadios, etc. ), las demás se han quedado anticuadas, aunque los fluorescentes se pueden seguir utilizando. (son idóneos para ciertas fases del proceso como el crecimiento).

### Sustrato
Al contrario que en los cultivos de exterior, el cultivo en interior permite muchas variantes. Dependiendo del tipo de sustrato en que se encuentren las raíces de la planta, podemos hablar de cultivos en tierra, hidropónicos y aeropónicos. Los primeros son los cultivos más sencillos donde las raíces se asientan sobre la tierra de manera natural. En los cultivos hidropónicos, las raíces se depositan sobre tanques con agua y nutrientes, mientras que en los cultivos aeropónicos, las raíces quedan suspendidas en una corriente de aire que tiene vaporizados el agua y los nutrientes necesarios.

#### Cultivo en tierra
El cultivo en tierra es el más generalizado por ser el más típico y el "más fácil" de cultivar. Como bien dice su nombre se cultiva desde semilla o esqueje sobre una base de tierra o substrato. Generalmente los substratos preparados para el cultivo de cannabis ya vienen con sus nutrientes para toda la cosecha, pero al regar el sustrato tiende a prensarse y obstruir los conductos de ventilación de las raíces. En las tiendas especializadas venden unos gusanos inofensivos para el cultivo, que se encargan de abrir canales de ventilación para las raíces.

#### Cultivos hidropónicos

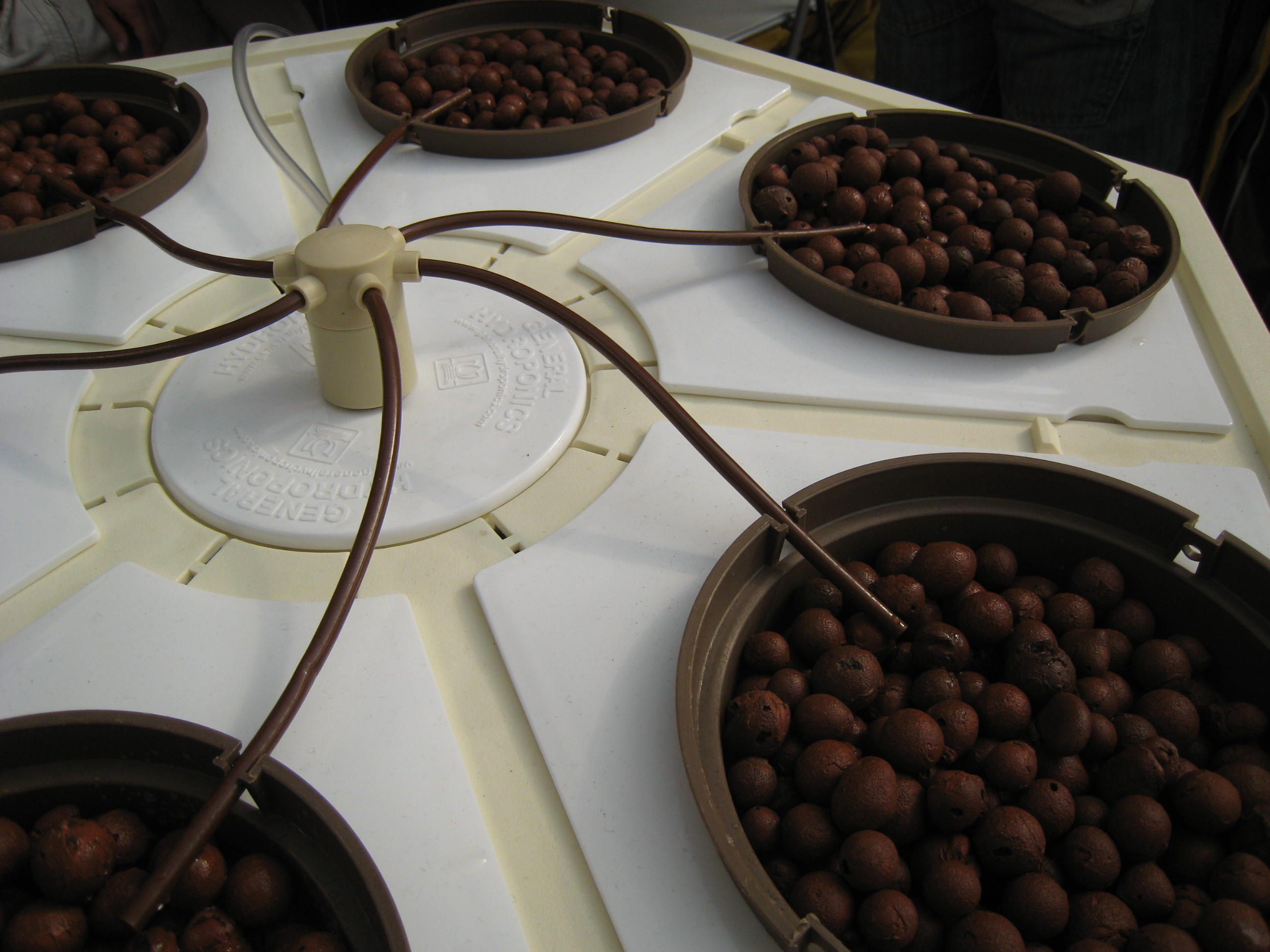
Sistema de cultivo hidropónico

El cultivo en hidropónico suele comenzar desde un esqueje ya que se necesitan raíces bastante largas y abundantes para sumergir en los líquidos hidropónicos. Este cultivo se basa en el contacto directo de las raíces sobre una mezcla de 2 líquidos (A-B) y agua. En este cultivo es esencial controlar una vez al día el Ph (acidez) y la Ec (electroconductividad) del agua antes y después de añadir los líquidos, ya que la planta necesita de un Ph de 5.8 a 6.1 para poder asimilar los nutrientes que le aportamos (si es más bajo de 5.8 el calcio queda bloqueado y la planta no lo puede asimilar). Depende de la fase en que este la planta variaremos la Ec del agua entre 0.8 y 1.8. Los resultados de este cultivo están por encima del cultivo de tierra, ya que controlamos en todo momento la cantidad de alimento y el estado de la misma.
La palabra "hidropónico" (del griego Yδωρ (hidro)= agua y πόνος (ponos)= labor, trabajo) designa un tipo de botánica que merecería llamarse "aeropónico", ya que su elemento más destacado no es tanto el riego como la creación de un entorno general, y especialmente lumínico, cuya finalidad es proporcionar a cualquier tipo de planta un medio idóneo para desarrollarse y florecer. Combinando hallazgos científicos con progresos de índole más puramente técnica, esta forma de cultivo rinde de una forma superior o comparable a las mejores variantes conocidas usando tierra y aire libre.

#### Cultivos aeropónicos
Los cultivos aeropónicos tienen unos resultados muy similares al cultivo hidropónico. El cultivo aeropónico se basa en una difuminación directa sobre las raíces de una mezcla de líquidos iguales a los del cultivo hidropónico. Al ser los líquidos difuminados directamente sobre las raíces, no es necesario que las barbas (raíces) sean tan largas como en el cultivo hidropónico. En este cultivo también se suele arrancar desde esqueje de plantas, pero se pueden germinar semillas y preparar para el cultivo aeropónico. El Ph y la Ec del agua se controlan y tienen la misma importancia que en el cultivo en hidro.

### Aire
En el cultivo de interior es fundamental un buen sistema de extracción y ventilación para que la cosecha sea óptima. Esta técnica, al tener lugar en espacios cerrados y de poca ventilación, necesita de la provisión del CO2 indispensable para la consecución de la fotosíntesis y al mismo tiempo poder evacuar el oxígeno que produce la planta. También es vital una buena ventilación que mueva el aire para que esté distribuido de manera homogénea por todo el cultivo. En los cultivos de exterior no tenemos este problema.
Lo bueno de poder controlar el aire es que se le pueden añadir generadores de CO2 para aumentar la concentración de esta sustancia en el ambiente. Se ha demostrado que las plantas pueden adquirir más dióxido de carbono del que se encuentra de manera habitual en el aire, así que implementando estos sistemas se pueden obtener mayores rendimientos en la cosecha.

### Nutrientes

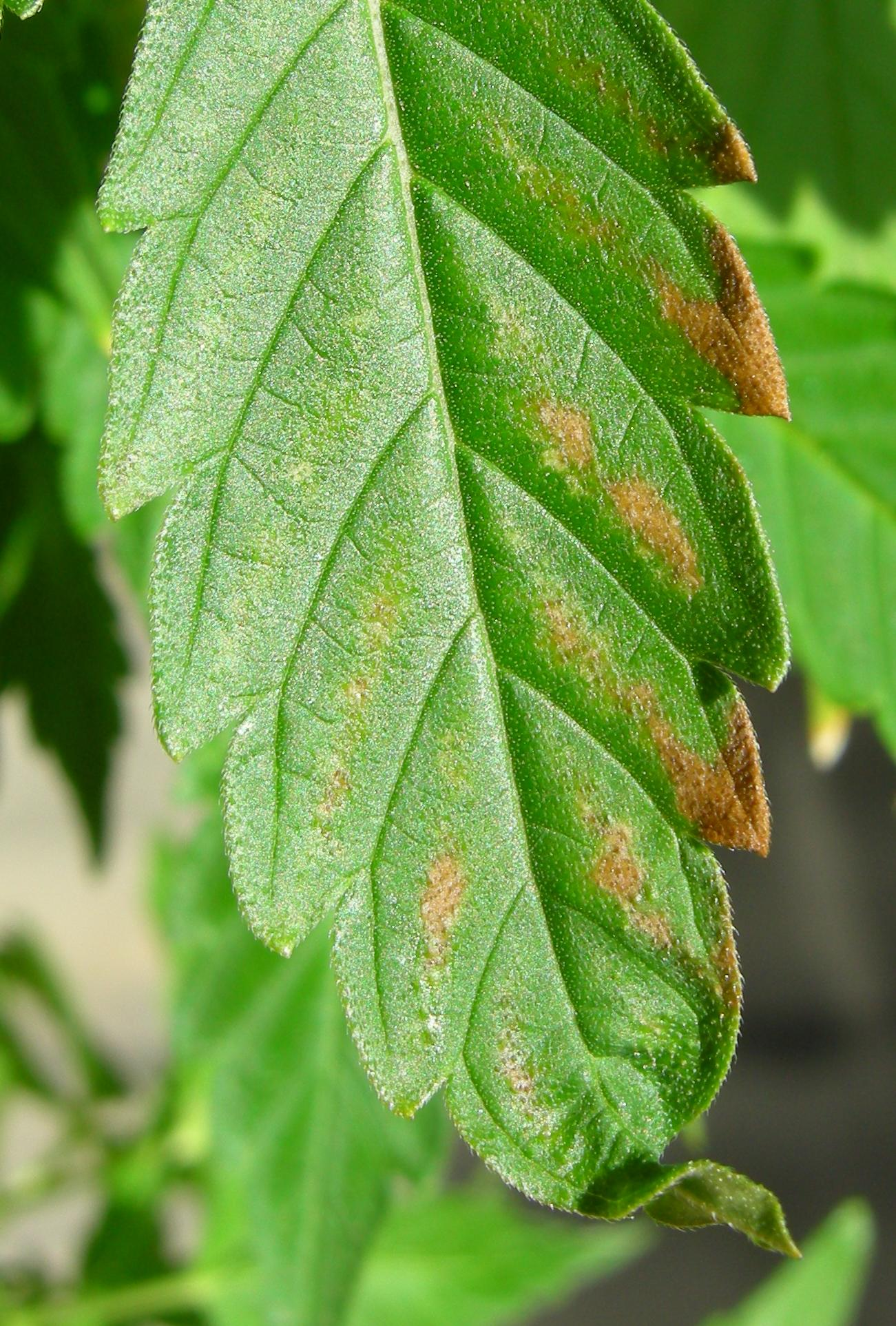
Hojas de una planta quemadas por un exceso de fertilizantes

Hay mucha variedades de nutrientes en el mercado, especializados para cultivo en hidropónico, aeropónico, y para cultivo en tierra. En las etiquetas de los productos suelen venir unos planes de cultivo adecuados para ese tipo de nutriente. Los planes de cultivo suelen variar dependiendo del producto que estemos usando.
Los principales macronutrientes que necesita la planta del cannabis son el Nitrógeno, el Fósforo y el Potasio.
Aquí podemos ver una breve guía de carencias de nutrientes en la marihuana.

### Agua
El agua es el medio que usa la planta para poder absorber los nutrientes de la tierra o de los productos para cultivo en hidro o aero. Es muy importante antes de regar o llenar los depósitos de los sistemas, medir Ph y Ec, ya que la planta asimila los nutrientes dentro de una escala bastante ajustada. El Ph del agua debe oscilar entre 5.8 y 6.2, fuera de estos valores la planta no podrá asimilar ciertos nutrientes y eso acarreará carencias en nuestro cultivo. De igual importancia es medir la Ec del agua, los valores suelen oscilar entre 0.8 y 1.5 depende del estado fotosintético de la planta. Las aguas corrientes suelen traer una Ec bastante alta (0.5-0.8), y con lo cual no podremos administrar los nutrientes controlados para que la planta se desarrolle en óptimas condiciones. Esto puede acarrear excesos o carencias en las plantas. Lo ideal es usar un agua osmotizada (sin sales) que tiene una Ec de 0.0, así hasta la escala de 0.8-1.5 será todo nutrientes controlados, ya sean químicos u orgánicos. El Ph de las aguas osmotizadas suelen ser de 6.0, perfecto para el cultivo.

### Olor
El cultivo del cáñamo tiene un factor de riesgo como es el olor de las plantas, ya que las pueden detectar intrusos o personas indeseadas para nuestro cultivo.
Existen en el mercado filtros de carbono para solucionar este problema. Se trata de unos cilindros recubiertos por una lana de carbono que filtra en gran porcentaje el olor del cultivo. Este sistema está diseñado para cultivo en interior, y se acoplan a los sistemas de extracción del mismo.
También es útil el gas ozono como neutralizante de olores, gracias a sus propiedades oxidantes. Hay en el mercado generadores de ozono eléctricos que se pueden colocar en la habitación de cultivo.
El olor toma intensidad en la fase de floración.

## Cosechado, secado, curado y postprocesos

### Secado

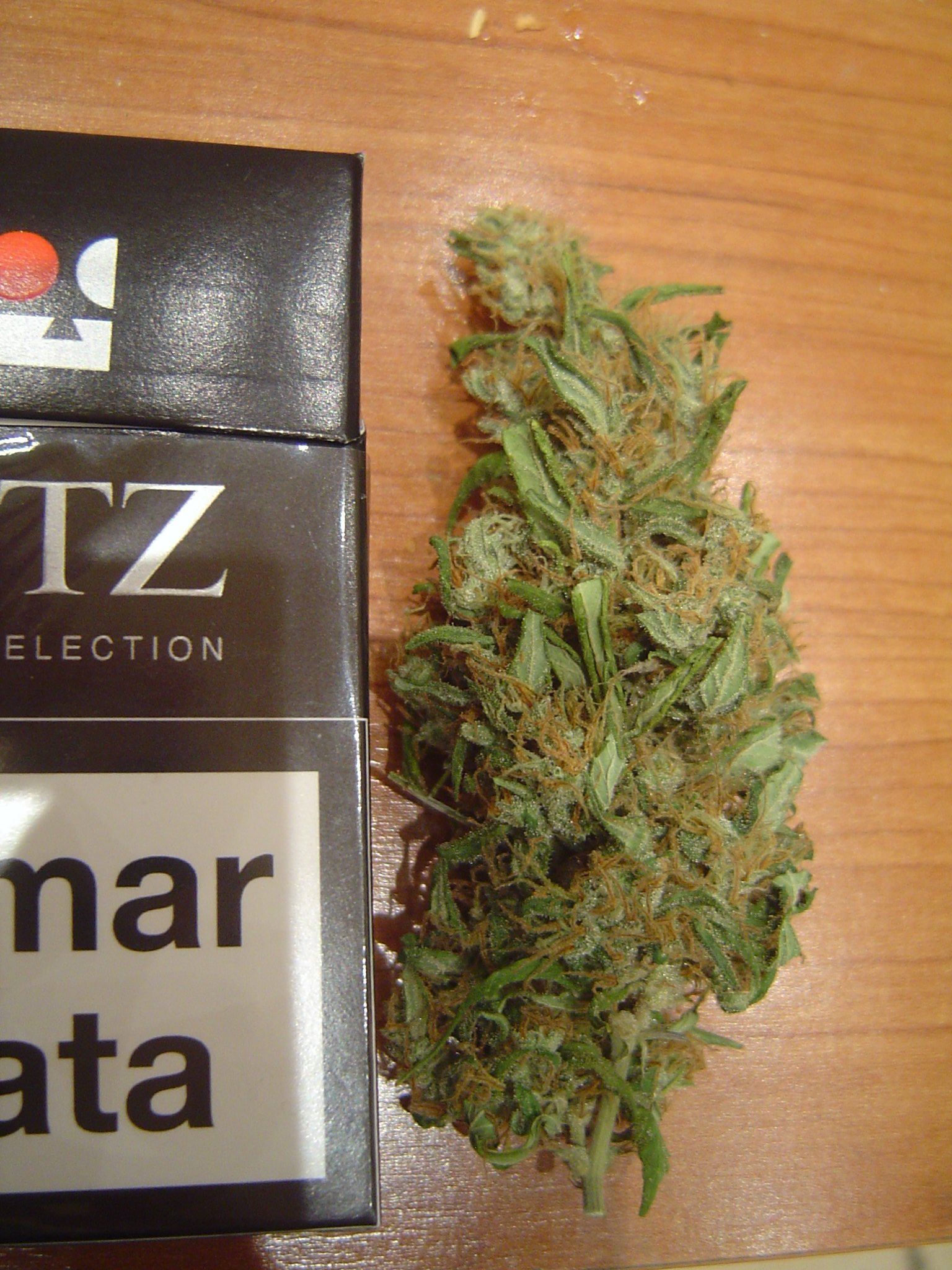
Cogollo de marihuana

El secado de los cogollos del cannabis es una fase importante para potenciar los efectos psicoactivos de la flor. Durante el secado se producen diferentes procesos químicos en el cogollo, cuyo resultado final dependerá considerablemente de los factores externos. El THC de la planta no es activo mientras permanezcan húmedas las flores. Si se produce un secado con luz y en menos de una o dos semanas, parte los procesos químicos convertirán el THC en Canabinol (CBN). Esta sustancia es menos psicoactiva que el THC. El hachís procedente del Norte de África suele tener efectos relajantes y poco alucinógenos precisamente porque la cultura local acostumbra a secar la marihuana al sol. Por el contrario, un secado lento y en ausencia de luz, tenderá a mantener el THC en niveles superiores.
El principal peligro de secar lentamente la marihuana viene dado por la posible aparición de hongos que inutilizarían la cosecha para consumo humano. La mejor manera de evitar la formación de estos organismos es manteniendo una ventilación adecuada.

### Curado
El curado de la marihuana es opcional ya que en el secado ha adquirido todo su potencial. El curado se encarga de mejorar el sabor de los cogollos y suavizarlo. El curado suele durar entre quince días y tres meses y se realiza en botes de cristal cerrados. En este proceso hay que tener especial cuidado en la manipulación ya que los tricomas (glándulas de resina) están completamente secas y se desprenden con facilidad.
Antes de realizar el curado, la marihuana no debe estar completamente seca siendo todavía blanda y esponjosa al tacto. En ese momento se guardarán los cogollos en botes herméticos y a oscuras. Cada día o cada dos días se abrirán ligeramente los botes y se comprobará que el producto no está apelmazado. En realidad, el curado es un proceso de secado muy lento. El curado finaliza cuando la marihuana ha perdido prácticamente toda la humedad.
El problema que puede surgir durante el curado es la aparición de hongos en la flor debido a una ventilación inadecuada. Una cosecha contaminada por hongos será desechada inmediatamente.

### Obtención de productos
Después del secado se pueden obtener otros productos derivados como el hachís.

## Plagas e insectos
Las plagas de insectos siempre han sido un problema para el cultivador. En cultivos en exterior las plagas son más difíciles de controlar pero menos agresivas que en cultivos de interior. En cultivos interiores se tiene la ventaja de poder controlar la temperatura del cultivo, y así poder ralentizar el proceso de eclosión de los huevos. Las plagas más frecuentes son los siguientes:

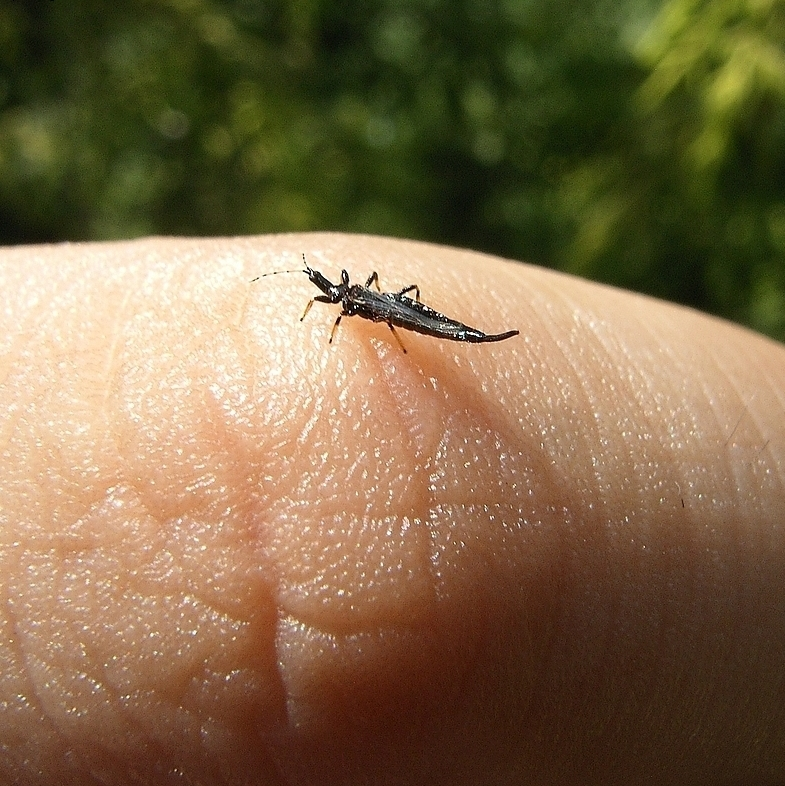
Trips sobre el dedo de una persona

- El trip es un insecto de pequeño tamaño de 0.8 a 3 mm que en estado adulto tiene forma alargada y adopta diferentes colores, como tonos marrones o grisáceos oscuros. Posee dos alas y dos antenas. En estadio larvario y adulto es cuando se producen los daños en las plantaciones. Se alimentan de ellas extrayendo el jugo celular y sobre las hojas, flores y frutos alimentándose de la capa externa celular, ocasionándoles necrosis y termina por morir la planta. Los trips succionan las células de las capas superficiales y cuando estas quedan vacías se llenan de aire, dando el aspecto gris plateado con algunas puntuaciones negras (excrementos del trips).

- La mosca blanca: Se le denomina mosca blanca por su presencia de dos alas y su aspecto blanco, no supera los 2mm de longitud. Las alas le sirven para desplazarse de una planta a otra con relativa facilidad. Durante el invierno se encuentra de forma fija en el envés de las hojas. Es atraídas por el color amarillo y verde claro. Se nutre de hojas y de las partes jóvenes de las plantas.

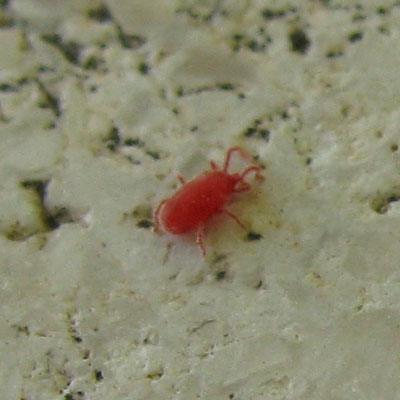
Araña roja

- La araña roja es una de las plagas más temidas y más agresiva. Se trata de un ácaro de tamaño microscópico y difícil de localizar antes de que se extienda. Crea colonias enormes dentro del cultivo y se expande con suma facilidad, ya sea con el aire de la extracción del cultivo, o alojadas en nuestra ropa. Muy agresiva con el cultivo de interior, puede matar una planta en cuestión de días si no las llevamos controladas. Plaga de muy difícil control con productos biológicos y químicos. Una forma de controlar la araña roja es con la temperatura del cultivo sumando un aire acondicionado al mismo. Un huevo de araña roja a una temperatura de 30° eclosiona en dos días, pero a una temperatura de 20º-21º, tarda en eclosionar treinta días, así tenemos oportunidad de poder matar los huevos con productos químicos. Si la plaga de araña roja coincide con la floración es recomendable cortar (si la madurez de la planta lo permite), y colgar las plantas boca abajo con una tira adhesiva de atrapar moscas. La araña roja detectará que la planta ha muerto y la colonia abandonará la planta por la tira adhesiva y quedarán atrapadas.

- El minador de hoja es un insecto que vive en el interior de esta realizando una serie de galerías, que acaba destruyendo la hoja por completo. También efectúa minas en el interior de tallos de brotes nuevos. Ataca a las plantaciones de cítricos. A consecuencia de estos ataques facilita la entrada de la bacteria causante de la cancrosis de los cítricos. Los huevos de este tipo de minador de hoja son pequeños de un diámetro aproximado de un milímetro, son de color transparente (cristalino) que con el tiempo pasa a un color cremoso, forma ovoide. La incubación dura aproximadamente de tres a diez días. La larva sale al eclosionar el huevo, no posee patas, pero se mueve por los movimientos que va realizando con el tórax, tiene una mandíbula con una cuchilla. Tiene un tamaño de 3 mm y es de color amarillento. Los estadios larvarios son tres y tiene una duración aproximada de unos ocho a diez días. En estado de prepupa la larva teje una especie de cámara pupal (capullo sedoso)que es de color amarillo. Después de la fase de prepupa está la fase de pupa, que es de color amarillo también pero más parduzca. Posee dos ojos y unos ganchos en la parte superior de la cabeza que sirve para romper el capullo sedoso y salir de él, impulsándose mediante convulsiones con su propio cuerpo. En estado adulto es una mariposa pequeña de 2 a 4 mm de tamaño de color blanco platino y sedosa, con ojos compuestos, antenas largas y aparato bucal chupador sus alas son plumosas con dos manchitas negras en su parte dorsal. La mariposa hembra suele de mayor tamaño que la mariposa macho. Ponen sus huevos en hojas jóvenes y tiernas sobre el envés y haz de la hoja y también en los tallos. El número de huevos que una hembra puede poner a lo largo de su vida es de 36 y 76. Su ciclo tiene una duración aproximada de unos 15 a 20 días, cuando existen unas condiciones climáticas adecuadas de 25 °C de temperatura, humedad relativa de 40 a 60%.

- Orugas: Las hembras suelen poner sus huevos en el envés de las hojas, por la parte baja de la misma, cerca del suelo. Al abrirse el huevo sale la larva de él y comienza sus primeros ataques al cultivo. La larva suele tener una vida de 12 a 28 días. Al alcanzar el pleno desarrollo, la larva se desplaza hacia el suelo y fabrica su galerías en el terreno, quedando en estado de pupa del cual saldrá de ella el adulto ya formado. En estado de pupa la rosquilla verde, permanece unos 10 a 18 días. Los daños son provocados, sobre todo, por las larvas que se alimentan de hojas y frutos. Ocasionan agujeros en la superficie de estas y mordeduras. Pueden originar la podredumbre del fruto y la hoja. Los daños son elevados.

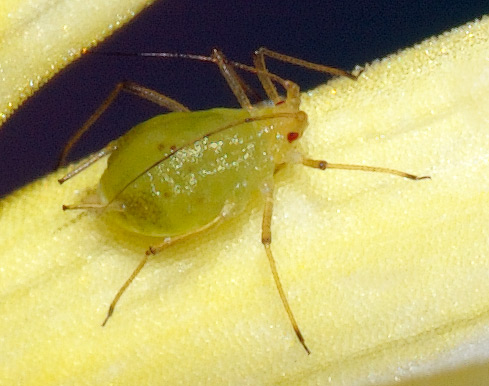
Pulgón sobre el tallo de una planta

- El pulgón tiene diferente color negro, amarillo, verde, con un tamaño de 1 a 3 mm. Sus patas son largas y finas, dos antenas y tiene forma de pera. Vive en el envés de las hojas y en tallos. Llega incluso a desarrollar un par de alas que le sirve para desplazarse de una planta a otra. El pulgón vive de forma masiva formando grandes colonias. Los pulgones poseen un aparato bucal del cual se prolonga un filamento largo que le sirve para introducirlo en el interior de las células de las hojas de la planta. Con el tiempo aparecen los síntomas en las plantas, son:
  - Deformación de hojas. Se amarillean, arrugan, secan.
  - Transmiten enfermedades víricas debido a sus desplazamientos de unas plantas a otras.
  - Producción de hongos. Porque aparecen sobre la superficie foliar una capa pegajosa que crea el pulgón y facilita la aparición de los hongos.

Existen en el mercado depredadores naturales para cada especie de plaga, pero son de poca eficacia una vez la plaga está instalada. Se usan más como medio de prevención. En los cultivos en exterior también existe plagas de trips, mosca blanca, araña roja y demás, pero se suman los insectos de mayor tamaño como son los saltamontes,

## Variedades y genética

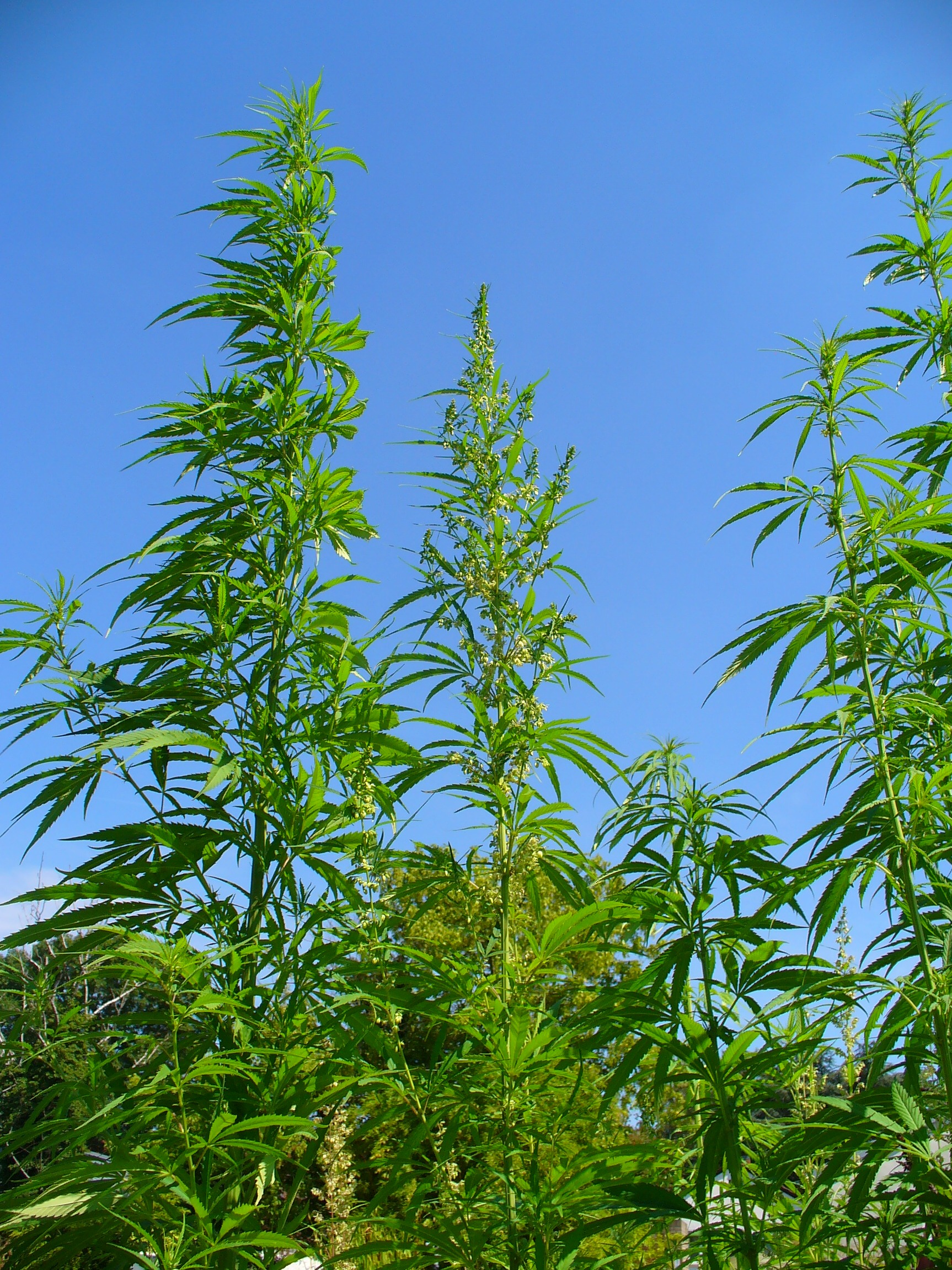
Cannabis sativa sativa

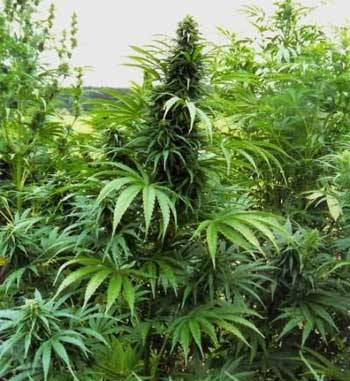
Cannabis indica

Existen en el mercado de semillas muchas variedades de cáñamo. El mejoramiento genético sistemático llevado a cabo por las empresas que comercializan semillas ha puesto a disposición híbridos obtenidos a través de cruzamiento de líneas puras indica o sativa. En estas "mezclas" genéticas se tienen en cuenta factores de crecimiento, sabor, potencia, aspecto, resistencia frente a plagas y cantidad de flores de los progenitores, para obtener variedades con alguna o varias características mejoradas o modificadas para un modo de cultivo particular. 

### Cannabis sativasubsp.sativa
Planta que puede llegar a alcanzar alturas superiores a los 5 metros. Sus folíolos son alargados y estrechos y es de floración tardía. Las inflorescencias no suelen ser grandes pero sí compactas y olorosas, que producen bastante resina. Por su mayor tamaño suelen plantarse en exteriores, o si se cultivan en interior suelen usarse métodos para contener el crecimiento como la poda o las mallas. Su floración empieza a las 14 semanas. Sus variedades se adaptan bien a zonas subtropicales.

### Cannabis sativasubsp.indica
Proceden de zonas alejadas de los trópicos. Alcanzan una altura de entre uno y dos metros. La distancia entre sus ramas es mucho menor que en las variedades de sativa y sus folíolos son más anchos y cortos. Su floración llega antes que con otras variedades, caracterizándose por presentar espesos cogollos. Variedad bastante resinosa, se ha utilizado tradicionalmente para la extracción de hachís. Su floración empieza a las nueve semanas. Es la variedad más empleada como planta medicinal.

### Cannabis sativasubsp.ruderalis
Variedad muy pequeña y que apenas alcanza un metro de altura. Su hábitat natural son zonas en las que predominan las bajas temperaturas durante todo el año. Hojas y flores pequeñas.

### Autoflorecientes
Híbridas entre una ruderalis y cualquier otra variedad su principal característica es que no dependen del fotoperíodo para florecer, normalmente florecen y son cosechadas en 60 o 65 días. Dichas plantas entran en período de floración de forma natural en 21-30 días después de ser plantadas. Por norma general, los efectos psicoactivos de cannabis autofloreciente son más leves debido a la menor concentración de THC. Sin embargo, gracias a la estabilidad y un ciclo de vida corto, las plantas autoflorecientes son una opción versátil para los principiantes y aquellos que cultivan en interiores.

## Bancos de semillas

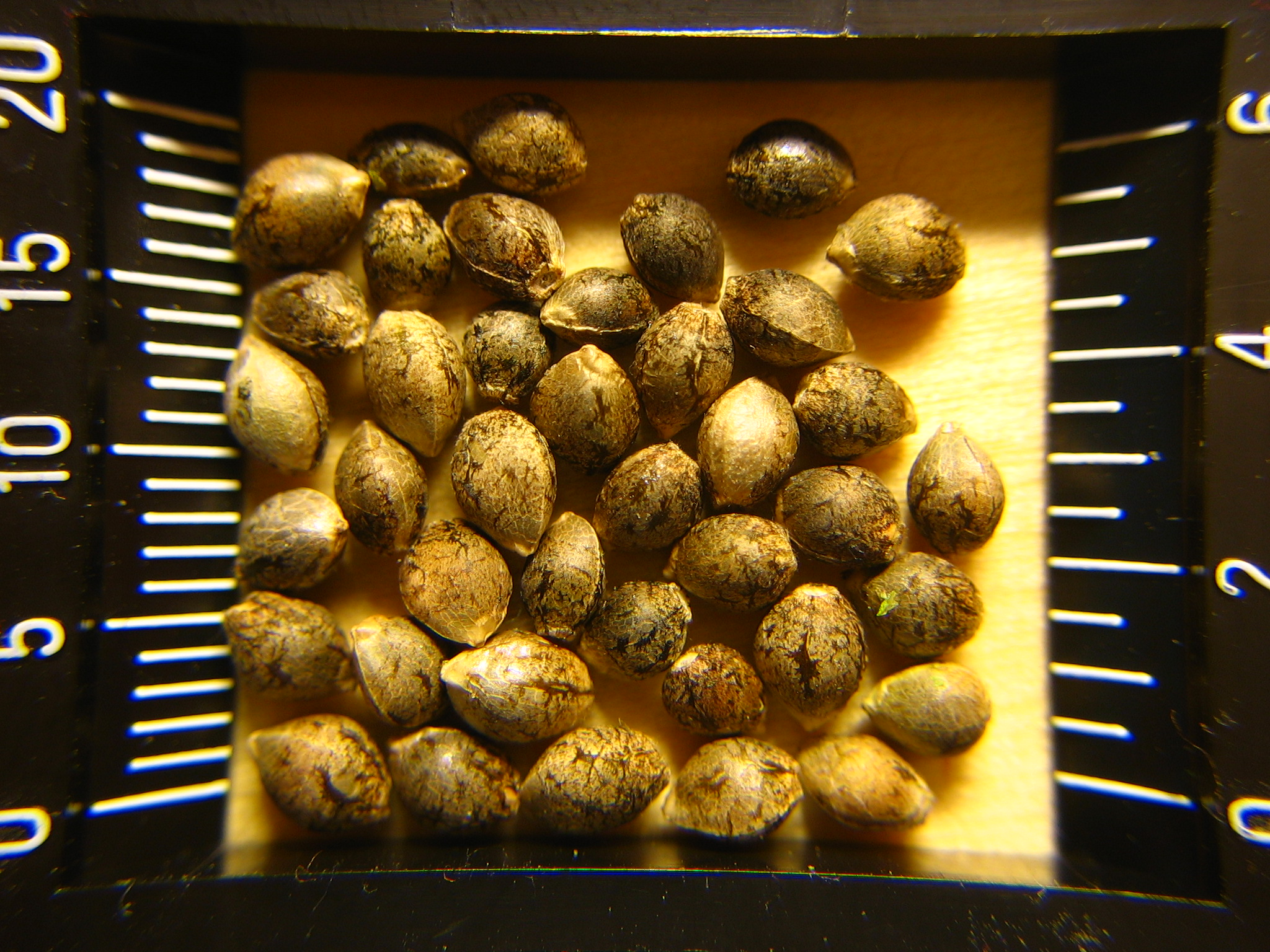
Semillas de marihuana

Al no contener ningún agente psicoactivo, la venta de semillas de marihuana es, generalmente, legal , y estas además se pueden obtener a través de internet. En países donde sembrar la planta es ilegal, los particulares que plantan cannabis para su autoconsumo o para el de su entorno, suelen comprar las semillas en bancos de semillas.
Los bancos de semillas crean variedades híbridas. Para conseguir esto hacen falta dos razas puras. Hay que ir seleccionando, año tras año, las mejores plantas de cada progenitor. una vez obtenidos un macho y una hembra de gran calidad y estables de cada estirpe, pueden cruzarse. La variedad híbrida obtenida debe, a continuación, seleccionarse y estabilizarse a lo largo de varias generaciones, de forma que todas las plantas sean homogéneas. Cuando la variedad es estable puede ya comercializarse.

## Aspectos legales sobre su cultivo
La legalidad del cannabis o regulación legal del cannabis, referida al uso del cannabis como droga  ha sido y es objeto de debate y controversia desde hace décadas. Prácticamente todos los países tienen leyes concernientes al cultivo, posesión, venta y consumo de cannabis. Los productos no-psicoactivos (p.ej. fibra y semillas) son legales en muchos países y en ellos las autoridades pueden dar licencia para el cultivo orientado a dichos fines. Sin embargo, el uso del cannabis como droga se encuentra muy restringido en la mayor parte de los países.[cita requerida]